# Penisola Hollick-Kenyon
La penisola Hollick-Kenyon, talvolta chiamata anche penisola Kenyon, è una penisola lunga circa 70 km in direzione sudovest-nordest e larga circa 10 km alla base, situata sulla costa orientale della Terra di Palmer, in Antartide. Completamente ricoperta dai ghiacci, la penisola si trova in particolare sulla costa di Wilkins, dove si estende nel mare di Weddell separando l'insenatura Mobiloil, a nord-ovest, dall'insenatura di Revelle, a sud-est, e dove vede le sue coste completamente occupate dai ghiacci della piattaforma glaciale Larsen C. Al termine della penisola, avente una caratteristica forma arcuata, è presente il nunatak Table, e la sua estremità orientale, chiamata capo Agassiz, costituisce il punto di confine tra la costa di Bowman, e quindi la Terra di Graham, a nord, e la costa di Wilkins, e quindi la Terra di Palmer, a sud.

## Storia
La penisola Hollick-Kenyon fu scoperta e parzialmente fotografata nel volo esplorativo dall'isola Dundee al mare di Ross condotto da Lincoln Ellsworth nel 1935 e fu fotografata nella sua interezza durante il volo di ricognizione effettuato il 30 dicembre 1940 nel corso della spedizione del Programma Antartico degli Stati Uniti d'America svolta nel 1939-41 al comando di Richard Evelyn Byrd. In seguito, la penisola fu completamente cartografata grazie a ricognizioni terrestri svolte sia da membri della Spedizione antartica di ricerca Ronne, condotta nel 1947-48 al comando di Finn Rønne, sia del British Antarctic Survey, al tempo ancora chiamato "Falkland Islands Dependencies Survey" (FIDS). La penisola fu così battezzata dal Comitato consultivo dei nomi antartici in onore di Herbert Hollick-Kenyon, che pilotò l'aeromobile utilizzato da Ellsworth nel volo sopraccitato.